# Marina Carr
Marina Carr (* 17. November 1964 im County Offaly) ist eine irische Dramatikerin.

## Leben und Werk
Carr wuchs in Tullamore im County Offaly auf, ging in Mountmellick ins Internat und studierte anschließend am University College Dublin Englisch und Philosophie. Nach ihrem Universitätsabschluss arbeitete Carr zunächst als Schriftstellerin, zuerst in Cooperation mit dem Abbey Theatre und später mit dem Trinity College in Dublin. 2003 war sie Heimbold-Professorin für Hibernistik (Keltologie) an der Villanova University (Villanova / Pennsylvania).
Carr ist Associate Professor (außerordentliche Professorin) für Kreatives Schreiben an der Dublin City University.
Sie ist Mitglied bei Aosdána.
2011 erhielt sie einen Ehrendoktor der Literatur.
Ihre Werke sind bekannt für schwarzen Humor und Brutalität. Ihre Stücke stellen die weibliche Erfahrung in einer von patriarchalen Strukturen geprägten Gesellschaft in den Mittelpunkt. Ihre aktuellen Theaterstücke sind eher klassisch-griechisch geprägt.

## Auszeichnungen (Auswahl)
- 1996–1997: Susan Smith Blackburn Prize
- 1998: The Irish Times Playwright award[8]
- 2001: E. M. Forster Award[8]
- 2017: Windham–Campbell Literature Prize (Kategorie „Drama“)

## Werke
Zu ihren Werken zählen unter anderem Low in the Dark (1989), The Mai (1994; verbunden mit einem Preis), Portia Coughlan (1996), By the Bog of Cats, 1998 (deutsch: Am Katzenmoor) und On Raftery’s Hill (2000), eine dunkle Inzest-Geschichte, und zuletzt die Tragikomödie Woman and Scarecrow (2006). Sie verfasste das Libretto zu Evangelia Rigakis Oper Old Ghosts, die 2023 in Dublin uraufgeführt wurde.